# Saint-Esprit (Quebec)
Saint-Esprit (AFI: /sɛ̃tɛspᴚi/), antiguamente Saint-Ours-de-Saint-Esprit, es un municipio perteneciente a la provincia de Quebec en Canadá. Es ubicado en el municipio regional de condado (MRC) de Montcalm en la región administrativa de Lanaudière.

## Geografía
Saint-Esprit se encuentra al norte de Montreal en la planicie de San Lorenzo. Limita al norte con Saint-Alexis, al este con Saint-Jacques, al sureste con Saint-Roch-de-l'Achigan, al sur con Saint-Roch-Ouest, al suroeste con Saint-Lin-Laurentides y al noroeste con Sainte-Julienne. Su superficie total es de 54,64 km², de los cuales 54,63 km² son tierra firme. El río Saint-Esprit atraviesa el territorio.

## Urbanismo
Saint-Esprit se encuentra al cruce de la autopista  A 25 , la cual va al sur hacia Mascouche y Laval, de la carretera regional  QC 125  norte conectando con Sainte-Julienne y Saint-Donat al norte, del rang Côte-Saint-Louis ( QC 158  oeste) carretera nacional hacia Saint-Jérôme y de la carretera nacional ( QC 158  este) en dirección de Joliette. El pueblo está ubicado al encuentro del rang Côte-Saint-Louis – Ancienne Route 18 ( QC 125  sur) y del chemin Montcalm.

## Historia
Los primeros habitantes, originarios de L'Ange-Gardien, de Beauport y de Saint-Sulpice, se establieron hacia 1790 en la parte norte del señorío de L’Assomption. El lugar se llamaba Concession du Ruisseau, Rivière-Saint-Esprit o Grand-Saint-Esprit. La parroquia católica de Saint-Ours-du-Saint-Esprit, honrando Paul-Roch de Saint-Ours de l'Eschaillon (1747-1814), señor de L’Assomption, fue creada en 1808, por separación de la parroquia de Sant-Roch-de-l’Achigan. En 1838, la parroquia fue renombrada Saint-Esprit. La oficina de correos de Saint-Esprit abrió en 1852. El municipio de parroquia de Saint-Ours-du-Saint-Esprit fue instituido en 1855. El municipio de parroquia de Saint-Ours-de-Saint-Esprit cambió su nombre para el de Saint-Esprit en 1956 y su estatuto para el de municipio en 2000.

## Política
Saint-Esprit está incluso en el MRC de Montcalm. El consejo municipal se compone del alcalde y de seis consejeros representando distritos territoriales. El alcalde actual (2016) es Michel Brisson, que sucedió a Danielle H. Allard en 2009.
|                                   | 2005-2009          | 2009-2013        | 2013-2017        |
| Alcalde                           | Daneille H. Allard | Michel Brisson   | Michel Brisson   |
| 1 - Montcalm                      | Germain Majeau     | Germain Majeau   | Germain Majeau   |
| 2 - Saint-Isidore - Continuations | Claudette Sirard   | Claudette Sirard | Claudette Sirard |
| 3 - Lesage - Laurence             | Clément Grégoire   | Clément Grégoire | Clément Grégoire |
| 4 - Grégoire – Les Érables        | Richard Pitre      | Richard Pitre    | Richard Pitre    |
| 5 - Centre                        | Josée Latour       | Ginette Brien    | Ginette Brien    |
| 6 - Saint-Louis                   | René Dugas         | René Dugas       | Claude Gosselin  |

* Consejero al inicio del termo pero no al fin.  ** Consejero al fin del termo pero no al inicio.
El territorio de Saint-Esprit está ubicado en la circunscripción electoral de Rousseau a nivel provincial y de Montcalm  a nivel federal.

## Demografía
Según el censo de Canadá de 2011, Saint-Esprit contaba con 1963 habitantes. La densidad de población estaba de 36,4 hab./km². Entre 2006 y 2011 hubo un aumento de 95 habitantes (5,1 %). En 2011, el número total de inmuebles particulares era de 852, de los cuales 830 estaban ocupados por residentes habituales, otros siendo desocupados o residencias secundarias.
Evolución de la población total, 1991-2015

## Economía
La agricultura es la mayora actividad económica local. Incluye la producción de leche y arces azucareros así como la ganadería de visón, de cordero, de puerco y de ave.

## Sociedad
Como Saint-Esprit está situado en el centro del MRC de Montcalm, los servicios de polizia (Sûreté du Québec) y de salud (CLSC-CHSLD) en la localidad servien todo el MRC.

### Personalidades
- Luc Brisson (1946-), filósofo